# Gerhard Knecht
Gerhard Knecht (* 22. Juni 1942 in Nürtingen; † 11. Januar 2020 in Stuttgart) war ein deutscher Agrarökonom und Hochschullehrer an der Hochschule für Wirtschaft und Umwelt Nürtingen-Geislingen.

## Leben
Gerhard Knecht wurde als Sohn von Johannes Knecht geboren. Nach Schule und Abitur in Nürtingen machte er in den Betrieben Jungborn und Tachenhausen eine landwirtschaftliche Lehre und studierte an den Universitäten in Hohenheim und Göttingen Agrarwissenschaften. Mit seiner Dissertation: Ermittlung arbeitswirtschaftlicher Rationalisierungsreserven durch Ablaufsplanung mittels Netzplantechnik und deren ökonomische Bewertung, die er bei Günther Weinschenck und Erwin Reisch verfasste, wurde er an der Universität Hohenheim zum Dr. oec promoviert. Nach verschiedenen Stationen in der landwirtschaftlichen Verwaltung und Forschung in Baden-Württemberg wurde er 1979 an die Fachhochschule Nürtingen als Professor für Landwirtschaftliche Betriebslehre berufen. Er übernahm mehrere Wahlperioden sowohl das Amt eines Dekans als auch des Prorektors in der von seinem Vater gegründeten Hochschule und ging 2003 in den Ruhestand.
Gerhard Knecht war verheiratet mit Esther Knecht, die Familie hatte 5 Kinder.